# Ampliación las Mercedes
Ampliación las Mercedes är en ort i Mexiko.   Den ligger i kommunen Saucillo och delstaten Chihuahua, i den nordvästra delen av landet, 1 200 km nordväst om huvudstaden Mexico City. Ampliación las Mercedes ligger 1 196 meter över havet och antalet invånare är 121.
Terrängen runt Ampliación las Mercedes är platt åt sydväst, men åt nordost är den kuperad. Terrängen runt Ampliación las Mercedes sluttar västerut. Runt Ampliación las Mercedes är det glesbefolkat, med 9 invånare per kvadratkilometer. Närmaste större samhälle är Ciudad Delicias, 13,1 km sydväst om Ampliación las Mercedes. Trakten runt Ampliación las Mercedes består till största delen av jordbruksmark.